# Степанецька сільська територіальна громада
Степане́цька сільська територіальна громада — територіальна громада в Україні, в Черкаському районі Черкаської області. Адміністративний центр — село Степанці.
Площа громади — 266,29 км², населення — 5337 мешканців (2018).
Утворена 13 грудня 2016 року шляхом об'єднання Беркозівської, Горобіївської, Копіюватської, Мартинівської, Павлівської, Полствинської, Попівської та Степанецької сільських рад Канівського району. Згідно з розпорядженням Кабінету Міністрів України від 12.06.2020 № 728-р до складу громади були включені Мельниківська та Таганчанська сільські ради.

## Склад
До складу громади входять:
| Населений пункт         | Населення, осіб (1989) | Населення, осіб (2001) |
| ----------------------- | ---------------------- | ---------------------- |
| Беркозівка, село        | 633                    | 507                    |
| Буда-Горобіївська, село | 248                    | 147                    |
| Голяки, село            | -                      | 404                    |
| Горобіївка, село        | 646                    | 422                    |
| Дарівка, село           | -                      | 179                    |
| Ключники, село          | -                      | 62                     |
| Копіювата, село         | 388                    | 306                    |
| Копіювате, селище       | 164                    | 102                    |
| Лізки, село             | 92                     | 46                     |
| Малий Ржавець, село     | 323                    | 291                    |
| Мартинівка, село        | 2009                   | 1324                   |
| Мельники, село          | 1084                   | 482                    |
| Новоукраїнка, село      | 143                    | 105                    |
| Павлівка, село          | 354                    | 301                    |
| Пилява, село            | -                      | 115                    |
| Полствин, село          | 433                    | 360                    |
| Попівка, село           | 423                    | 288                    |
| Поташня, село           | -                      | 340                    |
| Степанецьке, селище     | 467                    | 381                    |
| Степанці, село          | 2943                   | 2005                   |
| Таганча, село           | 2176                   | 1196                   |

## Природно-заповідний фонд
На території громади розташована ботанічна пам'ятка природи місцевого значення Гора Варшавка.